# Komo (fleuve)
Pour les articles homonymes, voir Komo.
Le Komo est un fleuve du Gabon et de la Guinée équatoriale long de 230 kilomètres. 

## Géographie
Son bassin versant couvre une superficie de 5 000 km2. C'est le troisième grand fleuve gabonais.
Il prend sa source en Guinée équatoriale, dans la partie sud-ouest du plateau du Woleu-Ntem, qu'il draine entièrement de ses eaux. La plus grande partie de son bassin-versant est en territoire gabonais. L'affluent le plus important du Komo est la rivière Mbèi. Son cours est perturbé par des obstacles géologiques qui produisent des chutes comme celles de Tchimbélé et de Kinguélé. Celles-ci ont été aménagées sur un rejet de faille dont la dénivellation totale atteint 110 m, et constituent le principal potentiel hydroélectrique qui alimente Libreville en électricité.